# Callejón de Huaylas

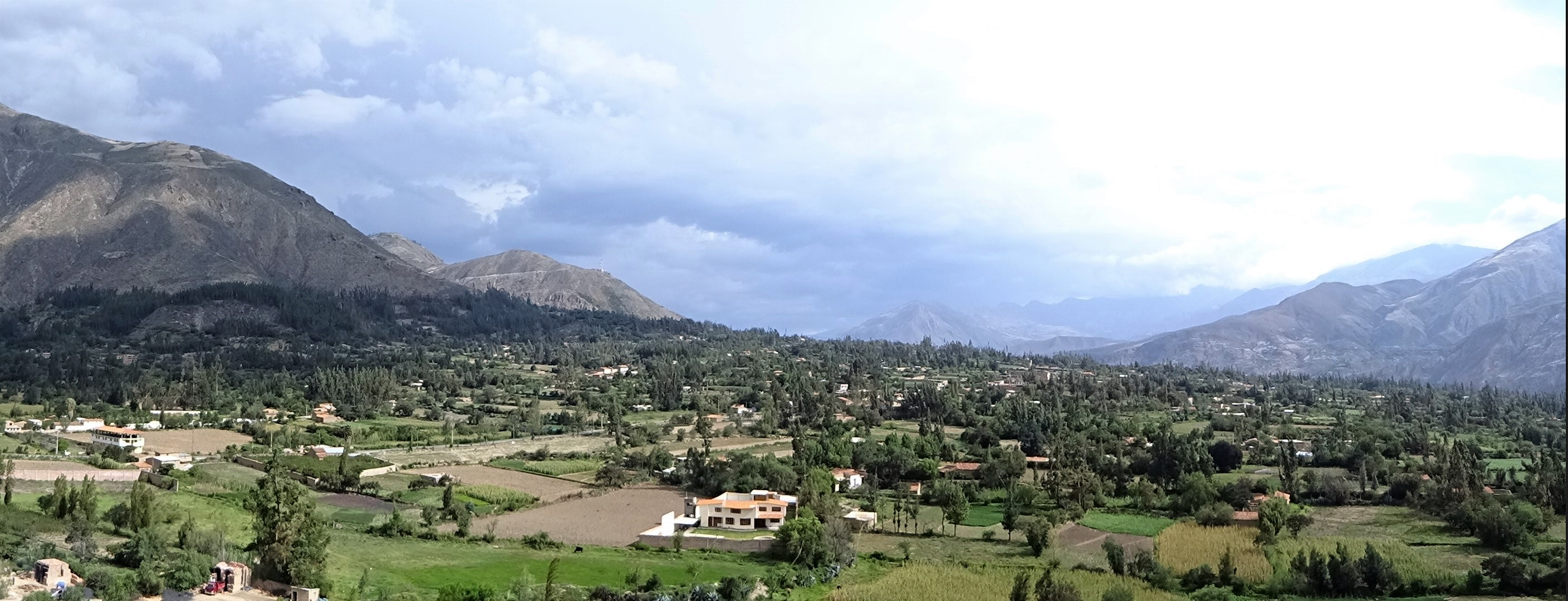
Panorama des Callejon de Huaylaz bei Caraz

Callejón de Huaylas („Gasse von Huaylas“, Quechua: Waylas) ist ein Gebirgstal in der Region Ancash im nordwestlichen Anden-Hochgebirge von Peru.

## Lage
Das Callejón de Huaylas wird auf seiner ganzen Länge von 150 km vom Río Santa in nordwestlicher Richtung durchflossen und durch zwei Gebirgsketten begrenzt, die schneebedeckte Cordillera Blanca („Weiße Bergkette“) im Nordosten und die Cordillera Negra („Schwarze Bergkette“) im Südwesten. Aus der Cordillera Blanca ragt der Huascarán hervor, mit 6768 m der höchste Berggipfel Perus. Das Tal liegt auf einer Höhe von etwa 4000 m im Süden und weniger als 2000 m im Norden, wo der Río Santa das Tal des Callejón de Huaylas verlässt.

## Bevölkerung

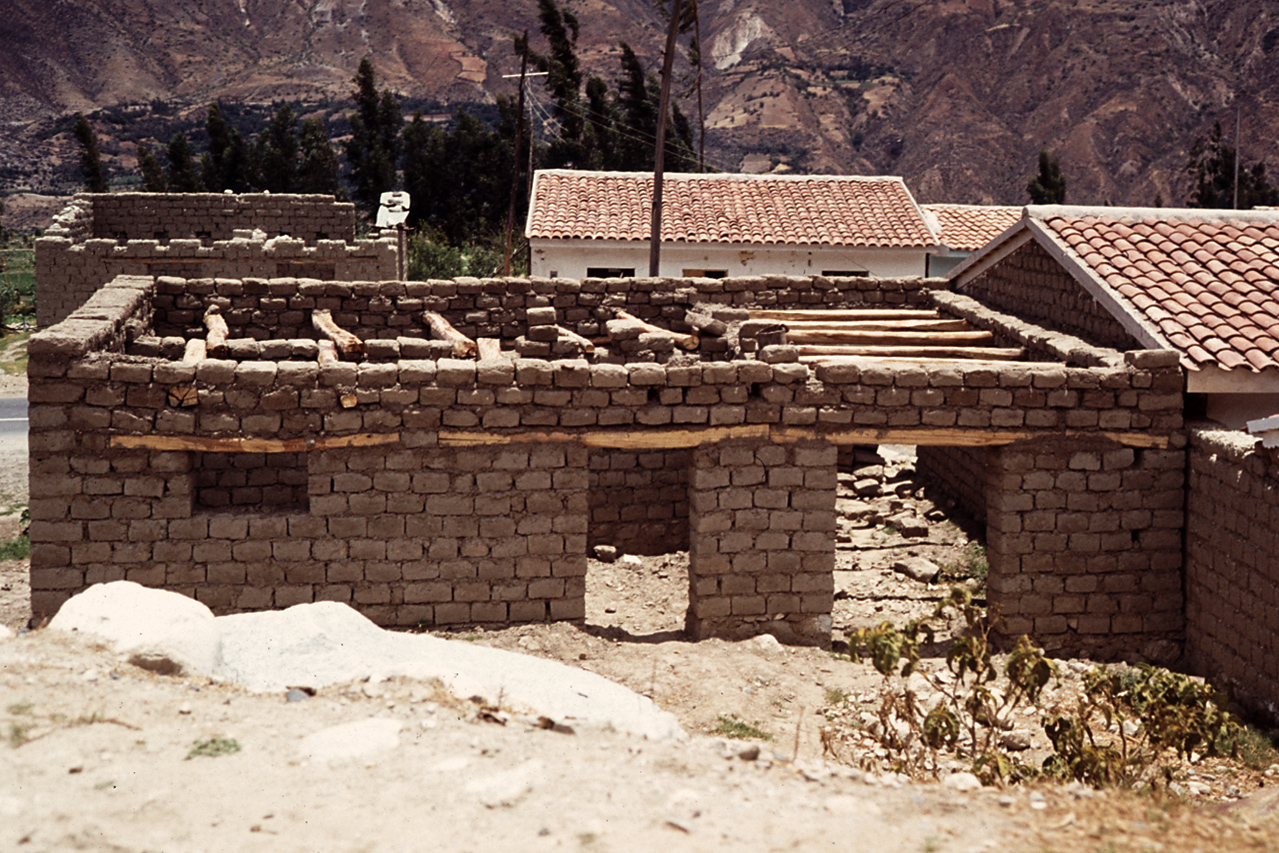
Callejón de Huaylas, Adobehaus im Bau

Die Bevölkerung des Callejón de Huaylas besteht aus Quechua-sprachigen Indigenen (Variante Ancashino), die meisten von ihnen Kleinbauern in den Bergdörfern des Tals, und spanischsprachigen Mestizen in den kleinen Städten entlang des Río Santa. Politisch und wirtschaftlich dominieren die Mestizen, allerdings haben Abwanderung, Ausbildung und der Tourismus in den letzten Jahrzehnten einen gewissen Wandel in dieser Zweiteilung angestoßen.
Im Zentrum des Callejón de Huaylas liegt die Stadt Huaraz, Hauptstadt der Region Ancash. Andere wichtige Orte in dem Tal sind Recuay, Carhuaz, Yungay und Caraz.

## Klima
Das Klima in dem Tal ist gemäßigt subtropisch und trocken, die Feuchtezeit dauert von Oktober bis April. Die jährliche Tagesdurchschnittstemperatur beträgt 16,6 °C, die Nachtdurchschnittstemperatur 12,6 °C.

## Bedeutung
In der Geschichte Perus war das Tal die Wiege der Chavín-Kultur, die in der Zeit von etwa 900 bis 300 v. Chr. ein bedeutendes Handelsnetz und eine fortgeschrittene Ackerbaukultur entwickelt hatte. Heute ist das Tal noch immer ein wichtiges landwirtschaftliches Anbaugebiet, darüber hinaus ein beliebtes Touristenziel für Berg- und Klettertouren in den angrenzenden Gebirgsketten.